# Santiurde de Reinosa
Santiurde de Reinosa är en kommun i Spanien. Den ligger i den autonoma regionen Kantabrien i norra delen av landet, 300 km norr om huvudstaden Madrid. Antalet invånare är 256 (2024).